# Radioisótopo
Un radioisótopo (radionucleido, radionúclido, nucleido radioactivo  o isótopo radiactivo) es un  átomo que tiene un exceso de energía nuclear, lo que lo hace inestable. Este exceso de energía puede ser utilizado de tres maneras: emitida desde el núcleo como radiación gamma; transferida a uno de sus electrones para liberarlo como un electrón de conversión interna; o utilizada para crear y emitir una nueva partícula (partícula alfa o partícula beta) desde el núcleo. Durante esos procesos, se dice que el radioisótopo sufre una desintegración radiactiva. Estas emisiones se consideran radiación ionizante porque son lo suficientemente potentes como para liberar un electrón de otro átomo. La desintegración radioactiva puede producir un isótopo estable o a veces produce un nuevo radioisótopo inestable que puede sufrir una mayor desintegración. La desintegración radiactiva es un proceso aleatorio a nivel de átomos individuales: es imposible predecir cuándo se desintegrará un átomo en particular. Sin embargo, para una colección de átomos de un solo elemento, la tasa de desintegración, y por lo tanto la vida media. (t1/2) para esa colección puede calcularse a partir de sus constantes de decaimiento medidas. El rango de vida media de los átomos radiactivos no tiene límites conocidos y abarca un rango de tiempo de más de 55 órdenes de magnitud.
Los radioisótopos se producen naturalmente o artificialmente en reactores nucleares, ciclotrones, aceleradores de partículas o generadores de radioisótopos. Hay alrededor de 730 radioisótopos con vidas medias de más de 60 minutos (ver lista de radioisótopos). Treinta y dos de ellos son radioisótopos primigenios que fueron creados antes de que se formara la tierra. Al menos otros 60 radioisótopos son detectables en la naturaleza, ya sea como hijos de radioisótopos primigenios o como radioisótopos producidos a través de la producción natural en la Tierra por la radiación cósmica. Más de 2400 radioisótopos tienen una vida media inferior a 60 minutos. La mayoría de ellos se producen solo artificialmente y tienen una vida media muy corta. Para la comparación, hay cerca de 252 isótopos estables. (En teoría, solo 146 de ellos son estables, y se cree que los otros 106 se desintegran (desintegración alfa o desintegración beta o doble desintegración beta o captura electrónica o captura de doble electrón)).
Todos los elementos químicos pueden existir como radioisótopos. Incluso el elemento más ligero, hidrógeno, tiene un conocido radioisótopo, tritio. Los elementos más pesados que el plomo, y los elementos tecnecio y prometio, existen solo como radioisótopos. (En teoría, los elementos más pesados que disprosio existen solo como radioisótopos, pero la vida media de algunos de estos elementos (por ejemplo, oro y platino) es demasiado larga para encontrarlos).
La exposición no planificada a los radioisótopos tiene generalmente un efecto nocivo sobre los organismos vivos, incluidos los seres humanos, aunque los bajos niveles de exposición se producen de forma natural y sin daños. El grado de daño dependerá de la naturaleza y extensión de la radiación producida, de la cantidad y naturaleza de la exposición (contacto cercano, inhalación o ingestión) y de las propiedades bioquímicas del elemento, siendo la consecuencia más habitual el aumento del riesgo de cáncer. Sin embargo, los radioisótopos con propiedades adecuadas se utilizan en medicina nuclear tanto para el diagnóstico como para el tratamiento. Un marcador de imágenes hecho con radioisótopos se llama marcador radioactivo. Un medicamento farmacéutico hecho con radioisótopos se llama radiofármaco.

## Origen

### Natural
En la Tierra, los radioisótopos naturales se dividen en tres categorías: radioisótopos primigenios, radioisótopos secundarios y radioisótopos cosmogénicos. 
- Los radioisótopos se producen en nucleosíntesis estelar y explosiones de supernova junto con los isótopos estables. La mayoría se desintegran rápidamente, pero todavía se pueden observar astronómicamente y pueden desempeñar un papel en la comprensión de los procesos astronómicos. Los radioisótopos primigenios, tales como el uranio y el torio, existen en la actualidad porque sus vidas medias son tan largas (>100 millones de años) que aún no se han desintegrado completamente.  Algunos radioisótopos tienen una vida media tan larga (muchas veces la edad del universo) que la desintegración solo ha sido detectada recientemente, y para la mayoría de los propósitos prácticos pueden ser considerados estables, más notablemente el bismuto-209: la detección de esta desintegración significaba que el bismuto ya no era considerado estable. Es posible la desintegración que se pueda observar en otros isótopos que se añaden a esta lista de radioisótopos primigenios.
- Los radioisótopos secundarios son isótopos radiogénicos derivados de la desintegración de los radioisótopos primigenios. Tienen una vida media más corta que los radioisótopos primigenios. Surgen en la cadena de desintegración de los isótopos primigenios torio-232, uranio-238 y uranio-235. Los ejemplos incluyen los isótopos naturales de polonio y radio.
- Los Isótopos cosmogenicos, como carbono-14, están presentes porque se están formando continuamente en la atmósfera debido a los rayos cósmicos.[6]

Muchos de estos radioisótopos existen solo en cantidades mínimas en la naturaleza, incluyendo todos los isótopos cosmogenicos. Los radioisótopos secundarios se producirán en proporción a su vida media, por lo que los de corta duración serán muy raros. Así, el polonio puede encontrarse en los minerales de uranio a unos 0,1 mg por tonelada métrica. (1 parte en 1010). En la naturaleza pueden ocurrir más radioisótopos en cantidades prácticamente indetectables como resultado de eventos raros como la fisión espontánea o interacciones de rayos cósmicos poco comunes.

### Fisión Nuclear
Los radioisótopos se producen como resultado inevitable de la fisión nuclear y explosiones termonucleares. El proceso de fisión nuclear crea una amplia gama de productos de la fisión nuclear, la mayoría de los cuales son radioisótopos. Se pueden crear más radioisótopos a partir de la irradiación del combustible nuclear (creando un rango de actínidos) y de las estructuras circundantes, produciendo productos de activación. Esta compleja mezcla de radioisótopos con diferentes químicas y radiactividad hace que el manejo de los desechos nucleares y el tratamiento de la lluvia radiactiva sea particularmente problemático.

### Sintético

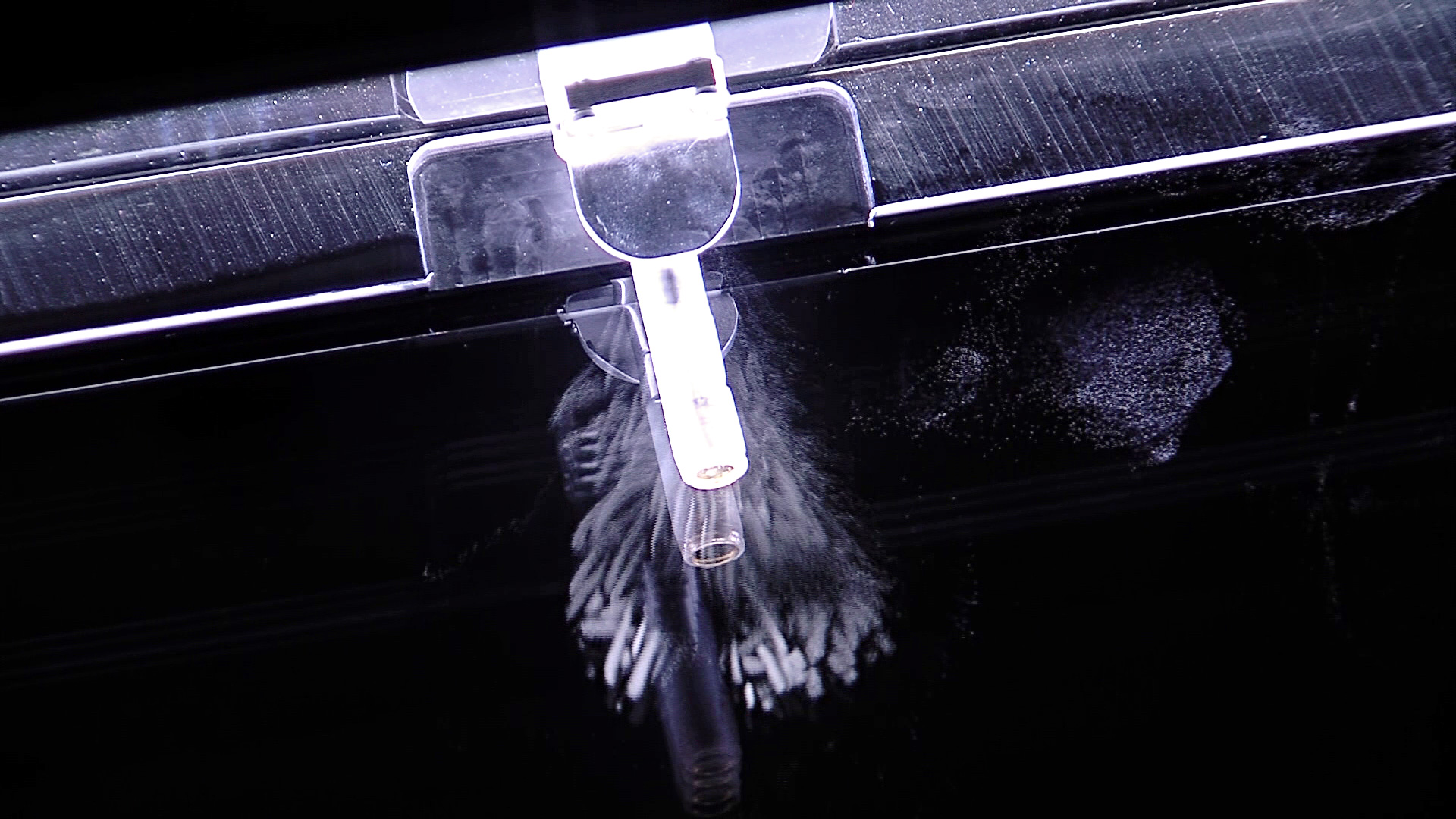
Isótopo artificial americio-241 emitiendo partículas alfa insertadas en una cámara de niebla para su visualización

Los radioisótopos sintéticos se sintetizan deliberadamente utilizando reactores nucleares, aceleradores de partículas o generadores de radioisótopos:
- Además de ser extraídos de desechos nucleares, los radioisótopos pueden ser producidos deliberadamente con reactores nucleares, explotando el alto flujo de neutrones presentes. Estos neutrones activan elementos situados en el interior del reactor. Un producto típico de un reactor nuclear es iridio-192. Se dice que los elementos que tienen una gran propensión a absorber los neutrones en el reactor tienen una sección transversal del neutrón alta.
- Los aceleradores de partículas como el ciclotrón aceleran las partículas para bombardear un objetivo y producir radioisótopos. Los ciclotrones aceleran los protones en un objetivo para producir radioisótopos emisores de positrones, por ejemplo el flúor-18.
- Los generadores de radioisótopos contienen un radioisótopo padre que se descompone para producir una hija radioactiva. La matriz se produce generalmente en un reactor nuclear. Un ejemplo típico es el generador de tecnecio-99m utilizado en medicina nuclear. El padre producido en el reactor es molibdeno-99.

## Usos
Los radioisótopos se utilizan de dos maneras principales: bien solo por su radiación (irradiación, baterías nucleares) o bien por la combinación de sus propiedades químicas y su radiación (trazadores, biofármacos).
- En biología, los radioisótopos de carbono pueden servir como trazadores radiactivos porque son químicamente muy similares a los isótopos no radioactivos, por lo que la mayoría de los procesos químicos, biológicos y ecológicos los tratan de una manera casi idéntica. Uno puede entonces examinar el resultado con un detector de radiación, tal como un contador Geiger, para determinar dónde se incorporaron los átomos provistos. Por ejemplo, se podrían cultivar plantas en un ambiente en el que el dióxido de carbono contenga carbono radioactivo; entonces las partes de la planta que incorporan carbono atmosférico serían radioactivas. Los radioisótopos pueden ser utilizados para monitorear procesos como la replicación del ADN o el transporte de aminoácidos.
- En medicina nuclear, los radioisótopos se utilizan para el diagnóstico, el tratamiento y la investigación. Los trazadores químicos radioactivos que emiten rayos gamma o positrones pueden proporcionar información diagnóstica sobre la anatomía interna y el funcionamiento de órganos específicos, incluyendo el cerebro humano.[9][10][11] Esto se usa en algunas formas de tomografía: tomografía computarizada de emisión monofotónica, tomografía por emisión de positrones (PET) e Imágenes de luminiscencia Cherenkov. Los radioisótopos son también un método de tratamiento en las formas hematopoyéticas de los tumores; el éxito del tratamiento de los tumores sólidos ha sido limitado. Las fuentes de rayos gamma más potentes esterilizan las jeringas y otros equipos médicos.
- En la conservación de alimentos, la radiación se utiliza para detener la brotación de los cultivos de raíces después de la cosecha, para matar parásitos y plagas, y para controlar la maduración de las frutas y verduras almacenadas.
- En la industria y en la minería, los radioisótopos se utilizan para examinar soldaduras, detectar fugas, estudiar la tasa de desgaste, erosión y corrosión de metales, y para el análisis de una amplia gama de minerales y combustibles.
- En las naves espaciales y en otros lugares, los radioisótopos se utilizan para suministrar energía y calor, en particular a través de los generadores termoeléctricos radioisotópicos (RTGs).
- En astronomía y cosmología los radioisótopos juegan un papel en la comprensión del proceso estelar y planetario.
- En física de partículas, los radioisótopos ayudan a descubrir nuevas físicas (física más allá del Modelo Estándar) midiendo la energía y el momento de sus productos de desintegración beta.[12]
- En ecología, los radioisótopos se utilizan para rastrear y analizar agentes contaminantes, para estudiar el movimiento de las aguas superficiales y para medir las escorrentías de lluvia y nieve, así como los caudales de arroyos y ríos.
- En geología, arqueología, y paleontología, se utilizan los radioisótopos naturales para medir las edades de las rocas, minerales y materiales fósiles.

## Ejemplos
En la siguiente tabla se enumeran las propiedades de los radioisótopos seleccionados, ilustrando la gama de propiedades y usos. 
| Isótopo        | Z  | N   | vida media   | MD     | ED keV     | Modo de formación          | Comentarios |
| -------------- | -- | --- | ------------ | ------ | ---------- | -------------------------- | --- |
| Tritio (3H)    | 1  | 2   | 12.3 y       | β−     | 19         | Cosmogénico                | El radioisótopo más ligero, usado en fusión nuclear artificial, también usado para la radioluminiscencia y como trazador de transitorios oceánicos. Sintetizado a partir del bombardeo de neutrones de litio-6 o deuterio |
| Berilio-10     | 4  | 6   | 1,387,000 y  | β−     | 556        | Cosmogénico                | se utiliza para examinar la erosión del suelo, la formación del suelo a partir del regolito y la edad de los núcleos de hielo.                                                                                            |
| Carbono-14     | 6  | 8   | 5,700 y      | β−     | 156        | Cosmogénico                | usado para datación por radiocarbono |
| Flúor-18       | 9  | 9   | 110 min      | β+, CE | 633/1655   | Cosmogénico                | fuente de positrones, sintetizada para su uso como trazador radioactivo en tomografías por emisión de positrones. |
| Aluminio-26    | 13 | 13  | 717,000 y    | β+, CE | 4004       | Cosmogénico                | datación por exposición de rocas, sedimentos. |
| Cloro-36       | 17 | 19  | 301,000 y    | β−, CE | 709        | Cosmogénico                | datación por exposición de rocas, trazador de aguas subterráneas |
| Potasio-40     | 19 | 21  | 1.24×109 y   | β−, CE | 1330 /1505 | Primigenio                 | usado para datación potasio-argón, fuente de argón atmosférico, fuente de calor radiogénico, la fuente más grande de radiactividad natural.                                                                               |
| Calcio-41      | 20 | 21  | 102,000 y    | CE     |            | Cosmogénico                | datación por exposición de rocas carbonática |
| Cobalto-60     | 27 | 33  | 5.3 y        | β−     | 2824       | Sintético                  | produce rayos gamma de alta energía, utilizados para radioterapia, esterilización de equipos e irradiación de alimentos.                                                                                                  |
| Estroncio-90   | 38 | 52  | 28.8 y       | β−     | 546        | Producto de fisión         | productos de fisión de vida media; probablemente el componente más peligroso de la lluvia radiactiva. |
| Tecnecio-99    | 43 | 56  | 6 h          | γ,IC   | 141        | Sintético                  | El isótopo más común del elemento inestable más ligero, el más significativo de productos de fisión de larga vida. |
| Tecnecio-99m   | 43 | 56  | 6 h          | γ,IC   | 141        | Sintético                  | El radioisótopo médico más comúnmente usado, usado como un trazador radioactivo. |
| Yodo-129       | 53 | 76  | 15,700,000 y | β−     | 194        | Cosmogénico                | El más longevo producto de fisión; trazador de agua subterránea |
| Yodo-131       | 53 | 78  | 8 d          | β−     | 971        | Producto de fisión         | el riesgo más significativo a corto plazo para la salud debido a la fisión nuclear, utilizado en medicina nuclear, trazador industrial.                                                                                   |
| Xenón-135      | 54 | 81  | 9.1 h        | β−     | 1160       | Producto de fisión         | El «veneno nuclear» (absorbente de neutrones) más fuerte conocido, con un efecto importante en el funcionamiento de los reactores nucleares.                                                                              |
| Cesio-137      | 55 | 82  | 30.2 y       | β−     | 1176       | Producto de fisión         | Otro producto de fisión de vida media de interés |
| Gadolinio-153  | 64 | 89  | 240 d        | CE     |            | Sintético                  | Calibración de equipos nucleares, cribado de la densidad ósea |
| Bismuto-209    | 83 | 126 | 1.9×1019y    | α      | 3137       | Primigenio                 | considerado estable durante mucho tiempo, la descomposición solo se detectó en 2003 |
| Polonio-210    | 84 | 126 | 138 d        | α      | 5307       | Producto de desintegración | Altamente tóxico, usado en el envenenamiento de Aleksandr Litvinenko |
| Radón-222      | 86 | 136 | 3.8d         | α      | 5590       | Producto de desintegración | gas, responsable de la mayor parte de la exposición pública a las radiaciones ionizantes, segunda causa más frecuente de cáncer de pulmón.                                                                                |
| Torio-232      | 90 | 142 | 1.4×1010 y   | α      | 4083       | Primigenio                 | Base del ciclo de combustible de torio |
| Uranio-235     | 92 | 143 | 7×108y       | α      | 4679       | Primigenio                 | Es fisible y es el combustible nuclear principal |
| Uranio-238     | 92 | 146 | 4.5×109 y    | α      | 4267       | Primigenio                 | Principal isótopo de uranio |
| Plutonio-238   | 94 | 144 | 87.7 y       | α      | 5593       | Sintético                  | utilizados en generadores termoeléctricos de radioisótopos (RTGs) y calentadores de radioisótopos como fuente de energía para naves espaciales.                                                                           |
| Plutonio-239   | 94 | 145 | 24110 y      | α      | 5245       | Sintético                  | usado para la mayoría de las armas nucleares modernas. |
| Americio-241   | 95 | 146 | 432 y        | α      | 5486       | Sintético                  | utilizado en detectores de humo domésticos como agente ionizante |
| Californio 252 | 98 | 154 | 2.64 y       | α/FE   | 6217       | Sintético                  | sufre una fisión espontánea (3 % de las desintegraciones), lo que lo convierte en una potente fuente de neutrones, utilizada como iniciador de reactores y para dispositivos de detección.                                |

Leyenda: Z = número atómico; N = número neutrónico; MD = modo de desintegración; ED = energía de desintegración; CE = captura electrónica; FE = fision espontánea; IC: conversión interna

### Detectores de humo en el hogar

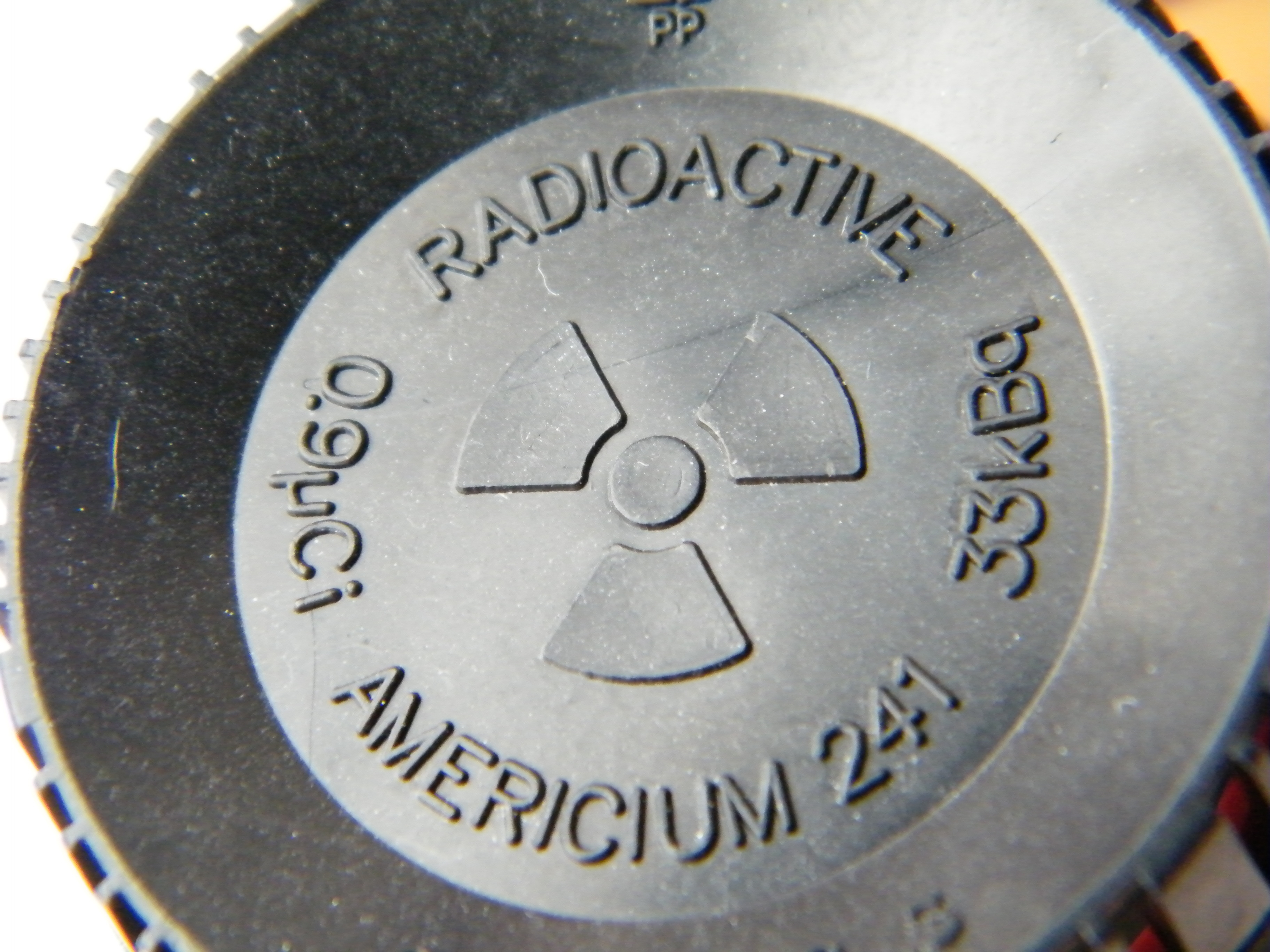
Contenedor de americio-241 en un detector de humo.

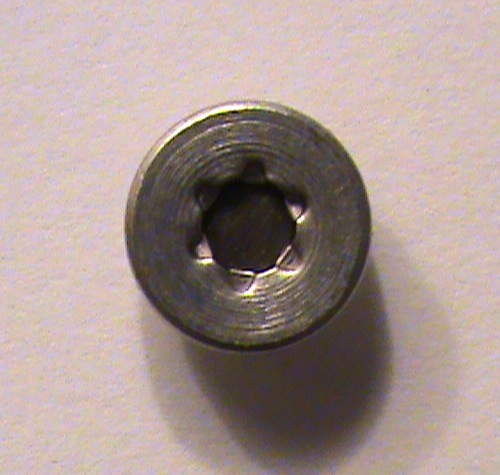
La cápsula de americo-241 como se encuentra en el detector de humo. El círculo de metal más oscuro en el centro es americio-241; la carcasa circundante es de aluminio.

Los radioisótopos están presentes en muchos hogares, ya que se utilizan dentro de los detectores de humo domésticos más comunes. El radioisótopo utilizado es americio-241, que se crea bombardeando plutonio con neutrones en un reactor nuclear. Se descompone emitiendo partículas alfa y radiación gamma para convertirse en neptunio-237. Los detectores de humo utilizan una cantidad muy pequeña de 241Am (aproximadamente 0,29 microgramos por detector de humo) en forma de dióxido de americio. 241Am se utiliza para ello porque emite partículas alfa que ionizan el aire en la cámara de ionización del detector. Se aplica una pequeña tensión eléctrica al aire ionizado que da lugar a una pequeña corriente eléctrica. En presencia de humo se neutralizan algunos de los iones, disminuyendo así la corriente, lo que activa la alarma del detector.

## Impacto en los organismos
Los radioisótopos que se introducen en el medio ambiente pueden causar efectos nocivos como la contaminación radiactiva. También pueden causar daño si se usan excesivamente durante el tratamiento o si se exponen de otras maneras a seres vivos, por envenenamiento por radiación. El daño potencial a la salud por la exposición a los radioisótopos depende de una serie de factores, y «puede dañar las funciones de los tejidos y órganos sanos. La exposición a la radiación puede producir efectos que van desde el enrojecimiento de la piel y la pérdida de cabello, hasta quemaduras por radiación y síndrome de irradiación aguda. La exposición prolongada puede llevar a que las células se dañen, y a su vez, a que se desarrolle el cáncer. Los signos de células cancerosas podrían no aparecer hasta años, o incluso décadas, después de la exposición».

## Tabla resumen de las clases de isótopos «estables» y radiactivos
A continuación se presenta una tabla resumen del total lista de isótopos con vidas medias mayores a una hora. Noventa de estos 989 isótopos son teóricamente estables, excepto la desintegración de protones (que nunca ha sido observada). Alrededor de 252 isótopos nunca han sido observados en desintegración y son considerados clásicamente estables.
Los radioisótopos tabulados restantes tienen una vida media superior a 1 hora, y están bien caracterizados (ver lista de isótopos para una tabulación completa). Incluyen 30 isótopos con vidas media medidas más largas que la edad estimada del universo (13.8 billones de años), y otros 4 isótopos con vida media lo suficientemente larga (> 100 millones de años) como para que sean isótopos primigenios radioactivos, y puedan ser detectados en la Tierra, habiendo sobrevivido de su presencia en el polvo interestelar desde antes de la formación del sistema solar, hace unos 4,6 mil millones de años. Otros más de 60 isótopos de vida corta pueden ser detectados naturalmente como hijas de isótopos de vida más larga o productos de rayos cósmicos. El resto de los isótopos conocidos se conocen únicamente por transmutación artificial.
Los números no son exactos, y pueden cambiar ligeramente en el futuro, ya que se observa que los «isótopos estables» son radioactivos con vidas medias muy largas.
Esta es una tabla resumen para los 989 isótopos con vida media superior a una hora (incluyendo los que son estables), dados en lista de isótopos. 
| Clase de estabilidad | Número de isótopos | Total en ejecución | Notas sobre el total en ejecución |
| --- | ------------------ | ------------------ | --- |
| Teóricamente estable para todos, menos para la desintegración del protón | 90                 | 90                 | Incluye los primeros 40 elementos. La desintegración del protón aún no ha sido observada. |
| Teóricamente estable a la desintegración alfa, desintegración beta, transición isomérica, y doble desintegración beta, pero no fisión espontánea, lo cual es posible para los isótopos «estables» ≥ niobio-93. | 56                 | 146                | Todos los isótopos que son «posibles» completamente estables (la fisión espontánea nunca se ha observado para los isótopos con un número de masa < 232).                                         |
| Energéticamente inestable a uno o más modos de desintegración conocidos, pero aún no se ha visto ninguna desintegración. Todos ellos se consideran «estables» hasta que se detecta la desintegración.          | 106                | 252                | Total de los isótopos clásicamente estables. |
| isótopos primigenios radioactivos. | 34                 | 286                | Los elementos primigenios totales incluyen uranio, torio, bismuto, rubidio-87, potasio-40, telurio-128 más todos los isótopos estables.                                                          |
| Radiactivos no primigenios, pero que ocurren naturalmente en la Tierra. | 61                 | 347                | Carbono-14 (y otros isótopos generados por rayos cósmicos) e hijas de elementos primigenios radioactivos, tales como radio, polonio, etc. 41 de ellos tienen una vida media superior a una hora. |
| Radioactivo sintético (vida media ≥ 1,0 hora). Incluye los radiotrazadores más útiles. | 662                | 989                | Estos 989 isótopos están listados en el artículo lista de isótopos. |
| Radioactivo sintético (vida media < 1,0 hora). | >2400              | >3300              | Incluye todos los isótopos sintéticos bien caracterizados. |

## Lista de radioisótopos disponibles en el mercado
Esta lista abarca los isótopos comunes, la mayoría de los cuales están disponibles en cantidades muy pequeñas para el público en general en la mayoría de los países. Otros que no son de acceso público se comercializan comercialmente en los campos industrial, médico y científico y están sujetos a la regulación gubernamental.

### Emisores gamma
| Isótopo      | Actividad                 | Vida media | Energías (keV)       |
| ------------ | ------------------------- | ---------- | -------------------- |
| Bario-133    | 9694 TBq/kg (262 Ci/g)    | 10.7 años  | 81.0, 356.0          |
| Cadmio-109   | 96200 TBq/kg (2600 Ci/g)  | 453 días   | 88.0                 |
| Cobalto-57   | 312280 TBq/kg (8440 Ci/g) | 270 días   | 122.1                |
| Cobalto-60   | 40700 TBq/kg (1100 Ci/g)  | 5.27 años  | 1173.2, 1332.5       |
| Europio-152  | 6660 TBq/kg (180 Ci/g)    | 13.5 años  | 121.8, 344.3, 1408.0 |
| Manganeso-54 | 287120 TBq/kg (7760 Ci/g) | 312 días   | 834.8                |
| Sodio-22     | 237540 Tbq/kg (6240 Ci/g) | 2.6 años   | 511.0, 1274.5        |
| Zinc-65      | 304510 TBq/kg (8230 Ci/g) | 244 días   | 511.0, 1115.5        |
| Tecnecio-99m | TBq/kg (5,27 × 105 Ci/g)  | 6 horas    | 140                  |

### Emisores beta
| Isótopo              | Actividad                 | Vida media | Energías (keV)  |
| -------------------- | ------------------------- | ---------- | --------------- |
| Estroncio-90         | 5180 TBq/kg (140 Ci/g)    | 28.5 años  | 546.0           |
| Talio-204            | 17057 TBq/kg (461 Ci/g)   | 3.78 años  | 763.4           |
| Carbono-14           | 166,5 TBq/kg (4,5 Ci/g)   | 5730 años  | 49.5 (promedio) |
| Tritio (Hidrógeno-3) | 357050 TBq/kg (9650 Ci/g) | 12.32 años | 5.7 (promedio)  |

### Emisores alfa
| Isótopo     | Actividad                      | Vida media             | Energías (keV) |
| ----------- | ------------------------------ | ---------------------- | -------------- |
| Polonio-210 | 166500 TBq/kg (4500 Ci/g)      | 138.376 días           | 5304.5         |
| Uranio-235  | 12580 KBq/kg (0,00000034 Ci/g) | 4.468 millones de años | 4267           |

### Múltiples emisores de radiación
| Isótopo      | Actividad               | Vida media | Tipos de radiación | Energías (keV)                    |
| ------------ | ----------------------- | ---------- | ------------------ | --------------------------------- |
| Cesio-137    | 3256 TBq/kg (88 Ci/g)   | 30.1 años  | Gamma y beta       | G: 32, 661,6 B: 511,6, 1173,2     |
| Americio-241 | 129,5 TBq/kg (3,5 Ci/g) | 432,2 años | Gamma y alfa       | G: 59,5, 26,3, 13,9 A: 5485, 5443 |